# Montfaucon (Lot)
Montfaucon település Franciaországban, Lot megyében. Lakosainak száma 588 fő (2022. január 1.). Montfaucon Séniergues, Le Bastit, Carlucet, Cœur-de-Causse és Soucirac községekkel határos.

## Népesség
A település népességének változása:
| Lakosok száma | 354  | 472  | 404  | 581  | 562  | 594  | 592  | 600  | 593  | 588  |
|               | 1968 | 1982 | 1990 | 2006 | 2013 | 2015 | 2017 | 2019 | 2020 | 2022 |